# The Neglected Wife
The Neglected Wife er en amerikansk stumfilm fra 1917 af William Bertram.

## Medvirkende
- Ruth Roland som Margaret Warner
- Roland Bottomley som Horace Kennedy
- Corinne Grant som Mary Kennedy
- Neil Hardin som Edgar Doyle
- Philo McCullough som Frank Norwood